# تاريخ الأسماك البريطانية
تاريخ الأسماك البريطانية هو كتاب عن التاريخ الطبيعي من تأليف وليام ياريل [الإنجليزية]، نشر في مجلد من تسعة عشر جزءًا منذ عام 1835، ثم نشر في مجلدين في عام 1836. وهو كتيب أو دليل ميداني [الإنجليزية] يصف بشكل منهجي كل نوع من الأسماك الموجودة في الجزر البريطانية، مع وصف لكل نوع.
كان ياريل بائع كتب وبائع جرائد في لندن وكان لديه الوقت والدخل اللازمين لإشباع اهتمامه بالتاريخ الطبيعي. كان عضوًا بارزًا في العديد من جمعيات التاريخ الطبيعي وكان يعرف معظم علماء الطبيعة البريطانيين البارزين في عصره. وكان قادرًا على الاعتماد على مكتبته الواسعة ومجموعة العينات، وشبكته الواسعة من الأصدقاء الطبيعيين ذوي التفكير المماثل، وإمكانية وصوله إلى المكتبات الكبرى للحصول على مواد لكتاباته، وأهمها تاريخ الأسماك البريطانية وتاريخ الطيور البريطانية.
اتبع في هذا الكتاب مثال كتب التاريخ الطبيعي لتوماس بيويك في مزيجها من البيانات العلمية الحديثة والرسوم التوضيحية الدقيقة والأوصاف التفصيلية والحكايات المتنوعة. ورسمت الرسوم التوضيحية بتقنيات النقش على الخشب [الإنجليزية] بواسطة ألكسندر فوسيل [الإنجليزية] ونقشها جون طومسون (نقاش) [الإنجليزية]؛ نشر بثلاث طبعات وملحقيها عن شركة جون فان فورست [الإنجليزية]، التي مقرها في باتيرنوستر رو [الإنجليزية] ، لندن. توفي ياريل عام 1856، وطبعت الطبعة الثالثة بعد وفاته. حقق العمل نجاحًا تجاريًا وأصبح العمل المرجعي القياسي لجيل من علماء الأسماك البريطانيين. يتم إحياء ذكرى اسم ياريل في ثمانية أنواع، ثلاثة منها أسماك، منها ياريلا [الإنجليزية].

## المؤلف

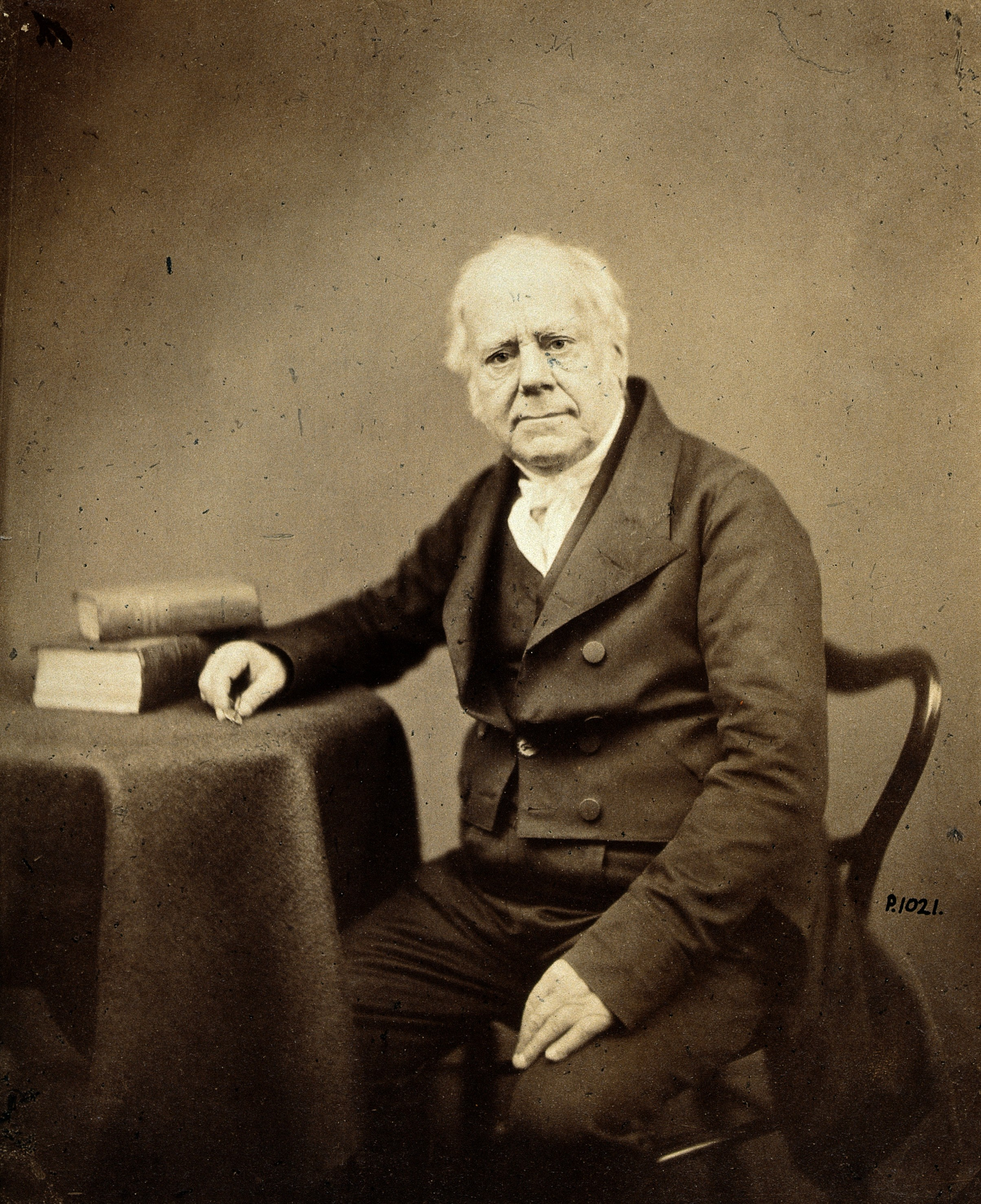
وليام ياريل في عام 1855

وليام ياريل (1784–1856) هو ابن فرانسيس ياريل وزوجته سارة، كان والد وليام وابن عمه وليام جونز شركاء في بيع الكتب وبائعي الصحف في لندن. انضم وليام إلى الشركة في عام 1803 بعد ترك المدرسة، وورث الشركة في عام 1850.
كان لدى ياريل وقت فراغ ودخل لممارسة هواياته في الرماية وصيد الأسماك، وبدأ في إظهار اهتمامه بالطيور النادرة، وأرسل بعض العينات إلى النحات والمؤلف توماس بيويك. أصبح طالبًا متحمسًا للتاريخ الطبيعي وجامعًا للطيور والأسماك والحياة البرية الأخرى، وبحلول عام 1825 كان لديه مجموعة كبيرة. كان نشطًا في الجمعيات العلمية بلندن، وشغل مناصب عليا في العديد منها لسنوات عديدة. وكان أمين صندوق جمعية لينيان من مايو 1849 حتى وفاته عام 1856، ونائب رئيس جمعية علم الحيوان في لندن من 1839 إلى 1851، وأمين صندوق الجمعية الملكية للحشرات [الإنجليزية] من 1834 إلى 1852، وكان أيضًا عضوًا في مجلس الجمعية الطبية النباتية [الإنجليزية].
كان يعرف العديد من علماء الطبيعة البارزين في عصره، مما ساعده في إنتاج كتبه ومقالاته، أبرزها تاريخ الأسماك البريطانية وكتابه تاريخ الطيور البريطانية.

### مصادر مكتوبة

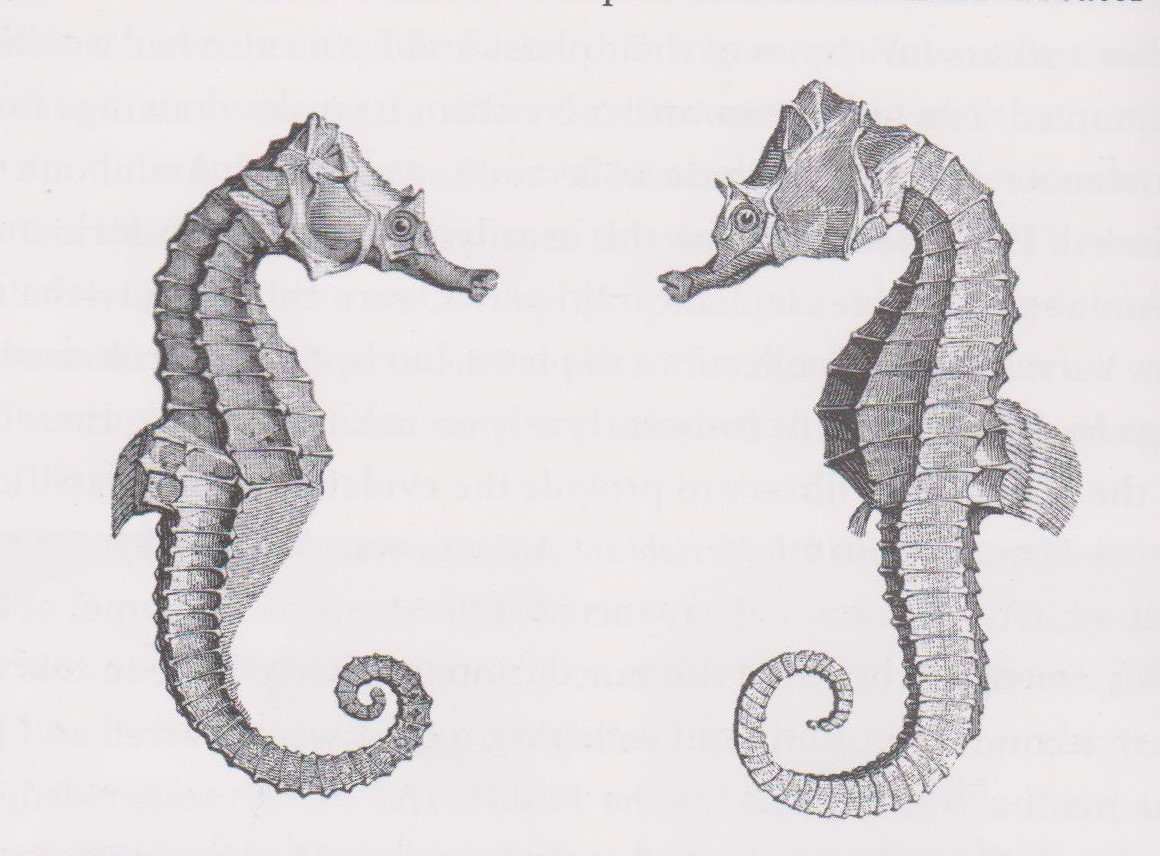
أثبت ياريل أن ذكور فرس البحر تحمل بيضًا مخصبًا في أكياس.

### مصادر أخرى

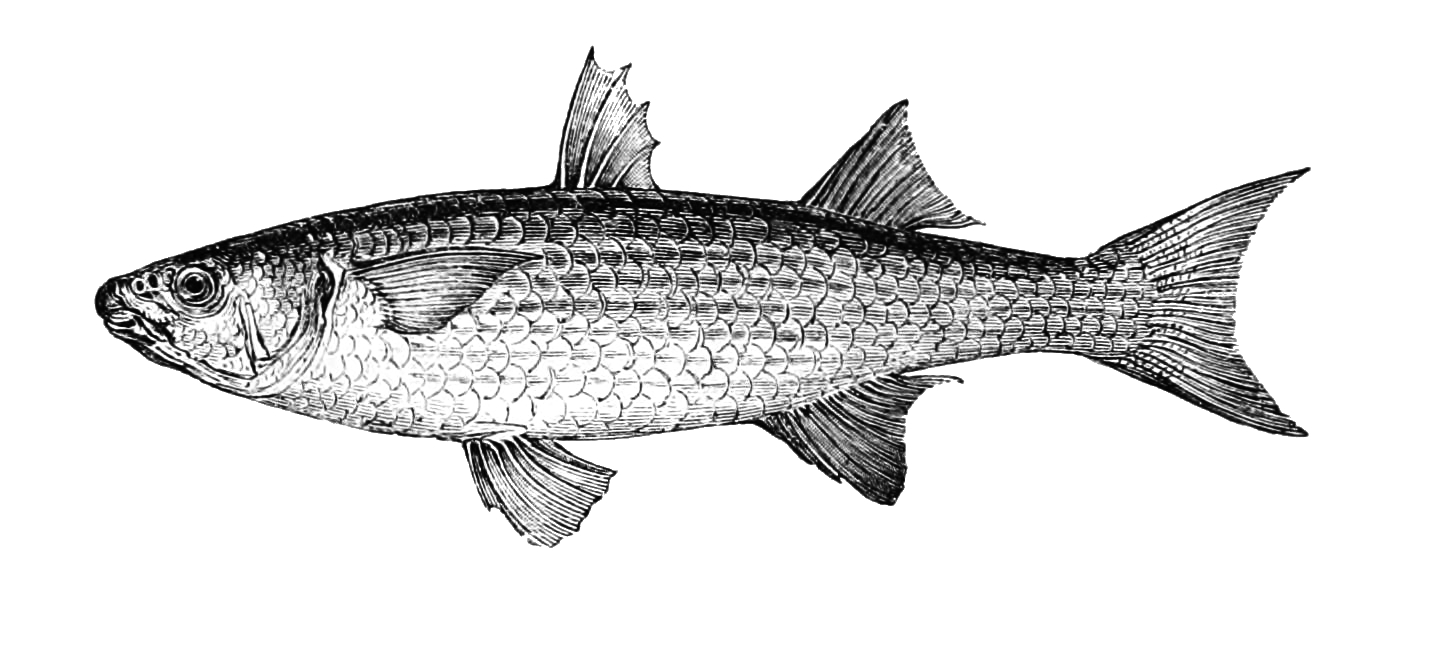
أعطى إدوارد لير رسم البوري الرمادي السميك إلى ياريل.

## خلفية